# Bonatea porrecta
Bonatea porrecta là một loài thực vật có hoa trong họ Lan. Loài này được (Bolus) Summerh. mô tả khoa học đầu tiên năm 1949.